# Эксперимент Хофлинга
Эксперимент Ча́рльза К. Хо́флинга (англ. Hofling hospital experiment, англ. Astroten experiment) — эксперимент в социальной психологии на тему подчинения авторитету между врачами и медсёстрами, который был проведён в 1966 году психиатром Чарльзом К. Хофлингом (англ. Charles K. Hofling). В больнице неизвестные врачи попросили медсестёр ввести определённую дозу препарата, которая могла привести к передозировке. Хофлинг обнаружил, что 21 из 22 медсестёр ввели бы смертельную дозу препарата, невзирая на официальный кодекс поведения больницы в таких ситуациях.

## Описание эксперимента
Человек звонил медсестре и представлялся доктором, называя вымышленное имя, а затем просил медсестру ввести пациенту 20 мг несуществующего лекарства под названием «Астротен», убеждая, что оформит все необходимые бумаги позже. В шкаф с лекарствами больницы были заранее подложены бутылочки с этикетками «Астротен» и указанной на них максимально допустимой дозой — 10 мг. На самом же деле такого препарата даже не существует.
Протокол эксперимента объяснили группе, состоявшей из 12 медсестёр и 21 студента-медика, затем их попросили попробовать предсказать, сколько медсестёр ввели бы препарат; 10 медсестер и все студенты-медики ответили, что медсёстры не стали бы этого делать.
Для эксперимента Хофлинг выбрал 22 медсестёр в американской больнице. Каждой из них позвонил неизвестный человек, который представлялся доктором Смитом, а затем просил ввести пациенту препарат, документы на который он оформит позже, как только доберётся до больницы. Медсёстры, которые собирались ввести лекарство, были сразу же остановлены в дверях палаты.
Медсёстры изначально не должны были выполнять поручение доктора Смита, поскольку:
1. Установленная максимальная доза препарата на этикетке — 10 мг, что в два раза меньше дозы, которую попросил ввести врач;
2. Кодекс поведения больницы устанавливает, что медсёстры должны подчиняться только врачам, которых они знают; они не должны были выполнять поручение, которое им сказал неизвестный доктор по телефону;
3. Препарат не состоял в листе лекарств, назначенных на тот день, а документы на введение препарата должны были быть оформлены заранее.

## Результат
По результатам эксперимента 21 из 22 медсестёр готовы были ввести пациенту дозу препарата, превышающую норму. Только одна медсестра, которая прочитала протокол заранее, правильно отгадала результат эксперимента, и никто из исследователей не сумел этого сделать. Также Хофлинг обнаружил, что 21 из 22 медсестёр, которым он дал анкеты, ответили, что не стали бы подчиняться доктору, а 10 из 22 медсестёр уже совершали такое ранее, но с другим лекарством.

## Выводы
Таким образом, Чарльз К. Хофлинг доказал склонность подавляющего большинства людей прислушиваться к авторитетному мнению, даже если оно явно противоречит здравому смыслу, а также нарушает правила. Этот эксперимент также является важным дополнением к эксперименту Милгрэма.

## Критика
Так как это был эксперимент, проведённый в «полевых» условиях, он обладал высокой экологической валидностью и низкой внутренней валидностью, что означает то, что  его обоснованность может быть поставлена под сомнение. Для проведения эксперимента медсёстры не подписывали информированное добровольное согласие — следовательно, не осознавали, что участвовали в эксперименте. Также медсёстры привыкли полагаться на советы и распоряжения, поступающие от авторитетов. Более того, сам препарат был выдуманным и не существовал в реальной жизни.
При попытке воспроизвести результаты эксперимента в 1977 году с изменением ряда условий (медсёстры могли иметь практику применения реально существующего лекарства в назначении (30 мг валиума); медсёстры имели возможность консультироваться с коллегами, старшими медсёстрами или врачами; при этом медсёстры знали врача, за которого выдавал себя звонивший им экспериментатор), уже 16 из 18 участвовавших медсестёр самостоятельно приняли решение не подчиниться распоряжению. Экспериментаторы предположили, что отличающийся результат был вызван:
1) повысившейся к 1977 году готовностью младшего медицинского персонала подвергать сомнению распоряжения врачей;
2) ростом самооценки у представителей профессии;
3) опасением перед возможностью судебного преследования в случае неверных назначений лекарств.

## Влияние на науку
Данный эксперимент в дополнение к эксперименту Милгрэма сыграл важную роль в становлении феномена подчинения авторитету. В результате экспериментов была выявлена не только способность людей совершать негуманные поступки, следуя указаниям, но и способность к беспрекословному доверию к авторитету. Также ученые выяснили, что авторитеты оказывают сильное давление на человека, что создает внутренний конфликт и побуждает к повиновению.